# 미국 육군 유럽 작전전구
미국 육군 유럽 작전전구(영어: European Theater of Operations, United States Army (ETOUSA))는 제2차 세계 대전 동안 유럽 전구에 참전한 미국 육군의 최고위 전구사령부였다.

## 개요
전쟁 당시, 대서양 쪽에 형성된 미국 육군의 작전전구는 지중해를 기준으로 유럽 대륙을 대상으로한 북쪽의 유럽 작전전구와 뒤에 지중해 작전전구 (MTOUSA)로 바뀌는 남쪽의 북아프리카 전구(NATOUSA)로 나뉘어 있었다.

## 역사
1945년 5월 8일에 VE데이를 맞이한 이후에는 미국 육군 유럽전구군(USAFET), 지금의 유럽 대륙의 통합전투사령부과 이름이 같은 유럽사령부(EUCOM)를 거쳐 1950년에 통합전투사령부가 설립된 이후, 미국 유럽 육군으로 개편되었다.

## 구조

### 배속
- 전쟁부, 1941년
- 연합국 원정군 최고사령부 (SHAEF), 1943년

### 편성
- 제1집단군; 1943년 10월 19일 ~ 1944년 8월 18일, 제12집단군으로 재편성됨.
- 제6집단군 (OPCON); 1944년 ~ 1945년
- 제12집단군 (OPCON); 1943년 ~ 1945년, 주오스트리아 미군으로 재편성됨.
- 제15집단군; 1944년 7월 14일 ~ 1945년
- 주북아일랜드 미국 육군 (United States Army Forces for Northern Ireland (MAGNET forces))
- 주아이슬란드 미국 육군(United States Army Forces in Iceland (INDIGO Forces))
- 주브리티시 제도 미국 육군 보급근무대(Services of Supply, U.S. Army Forces British Isles); 1944년 6월 6일, Communications Zone (COMZ)으로 개명됨.

제6,12집단군에 대해 유럽 작전전구, 본부는 관리통제(ADCON)권한만을 가지고 작전통제(OPCON)권한은 연합국 원정군 최고사령부 연합참모본부에서 갖고 있었다.

## 기록

### 계보
- 1942년 1월 8일, United States Army Forces in the British Isles (USAFBI)
→주브리튼 제도 미국 육군
- 1942년 6월 8일, Headquarters, European Theater of Operations, United States Army (ETOUSA)
→미국 육군 유럽작전전구, 본부
- 1945년 7월 1일, Headquarters, United States Forces, European Theater (USAFET)
→미국 유럽 전구군, 본부

### 전역
| 스트리머                   | 내역                                                                                              |
| -------------------------- | ------------------------------------------------------------------------------------------------- |
| 제2차 세계 대전, 유럽 전구 | - 시칠리 - 로마-아르노 - 북프랑스 - 남프랑스 (화살촉) - 라인란트 전역 - 안데스-알자스 - 중앙 유럽 |

## 같이 보기
- 미국 유럽 육군 사령관
- 미국 육군 지중해 작전전구
- 미국 중동 육군
- 아시아-태평양 전구
  - 중국 버마 인도 전구
  - 태평양 지역
  - 남서태평양 지역

## 참고 자료
- “The European Theater of Operations” (영어). Center of Military History. 2017년 5월 3일에 원본 문서에서 보존된 문서. 2018년 4월 19일에 확인함.
- “Order of Battle of the U.S. Army, World War II, European Theater of Operations, Divisions” (영어). Center of Military History. 2018년 4월 19일에 확인함.